# Strongygaster triangulifer
Strongygaster triangulifer là một loài ruồi trong họ Tachinidae.